# Schloss Liemberg

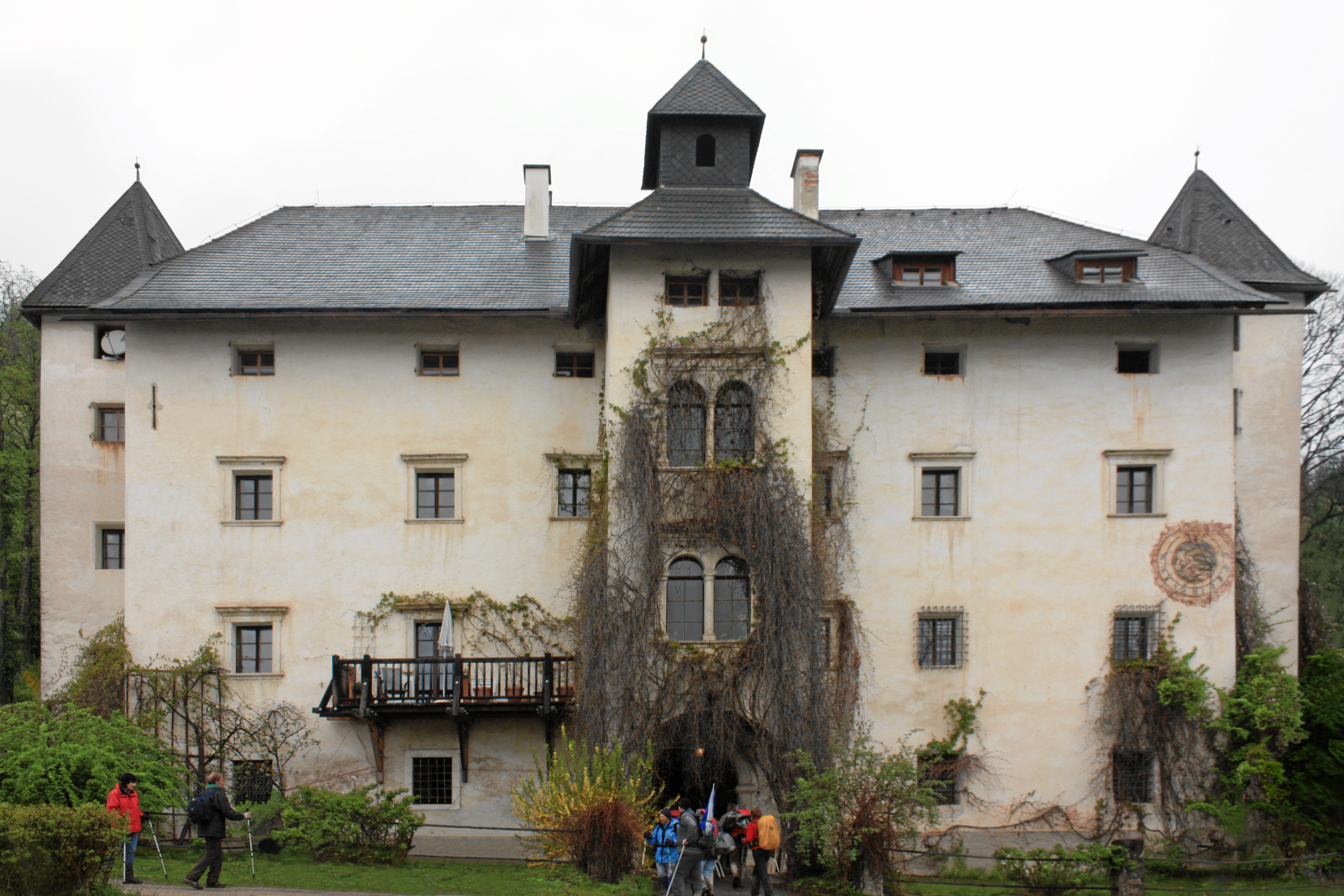
Schloss Liemberg

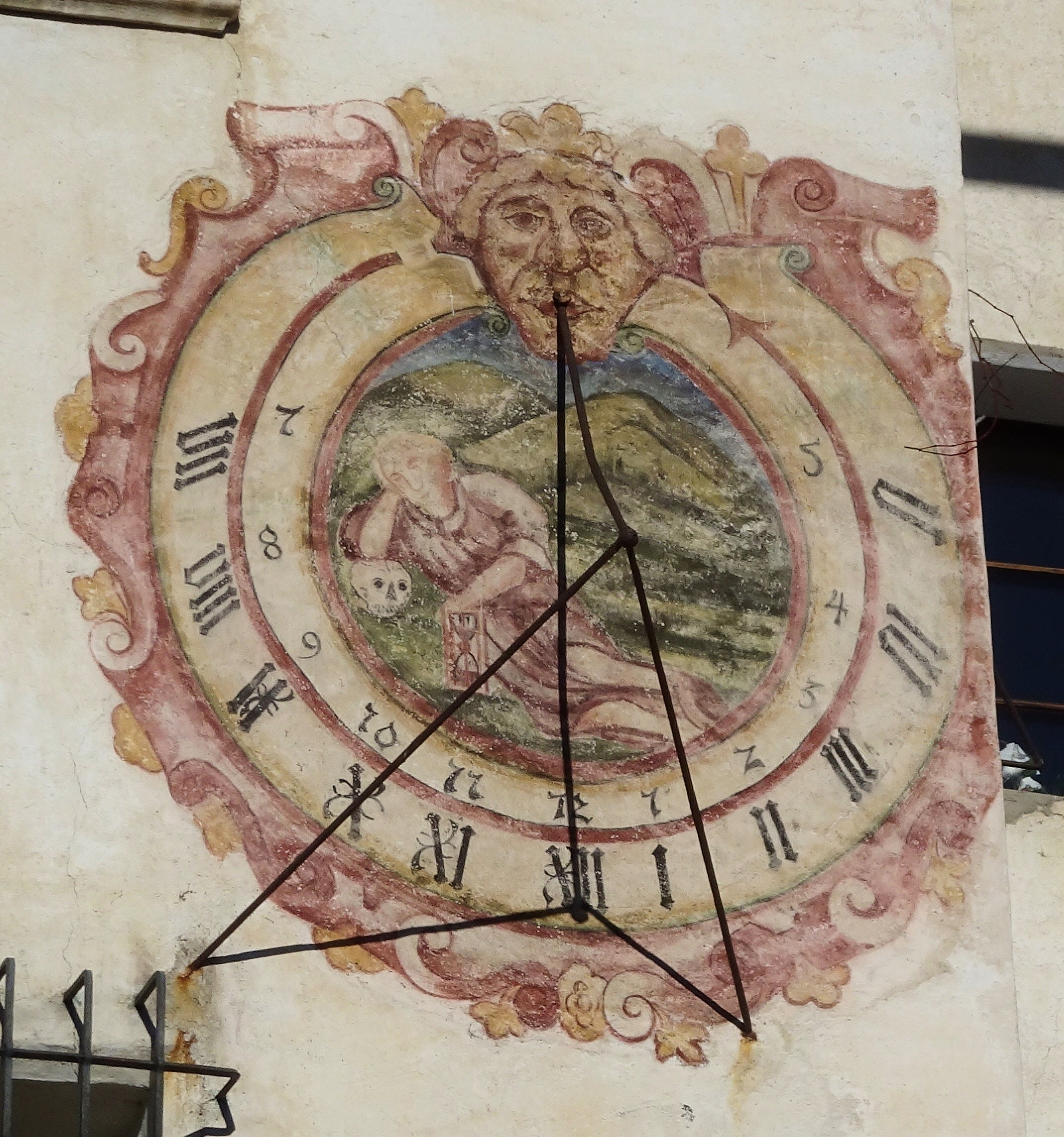
Sonnenuhr an der Frontfassade

Das Schloss Liemberg steht im Westen der Ortschaft Liemberg in der Gemeinde Liebenfels. 
Das Schloss wurde vor 1547 vom Ministerialgeschlecht der Gradenegger unterhalb der mittelalterlichen Burg Liemberg errichtet, die als Wohnsitz aufgegeben wurde. Bei dem Bau handelt es sich um einen viergeschoßigen Landadelssitz mit einem Schindeldach. An den sechsachsigen Ost- und Westseiten sowie in der Mitte der siebenachsigen Südseite besitzt das Schloss dachgleiche turmartige Vorsprünge. Der Südturm hat gekuppelte Renaissancefenster und einen kleinen hölzernen Glockenaufsatz. Die Fassaden weisen Fensterverdachungen und Steingewände im Stil der Frührenaissance auf.

## Ehemaliger Meierhof

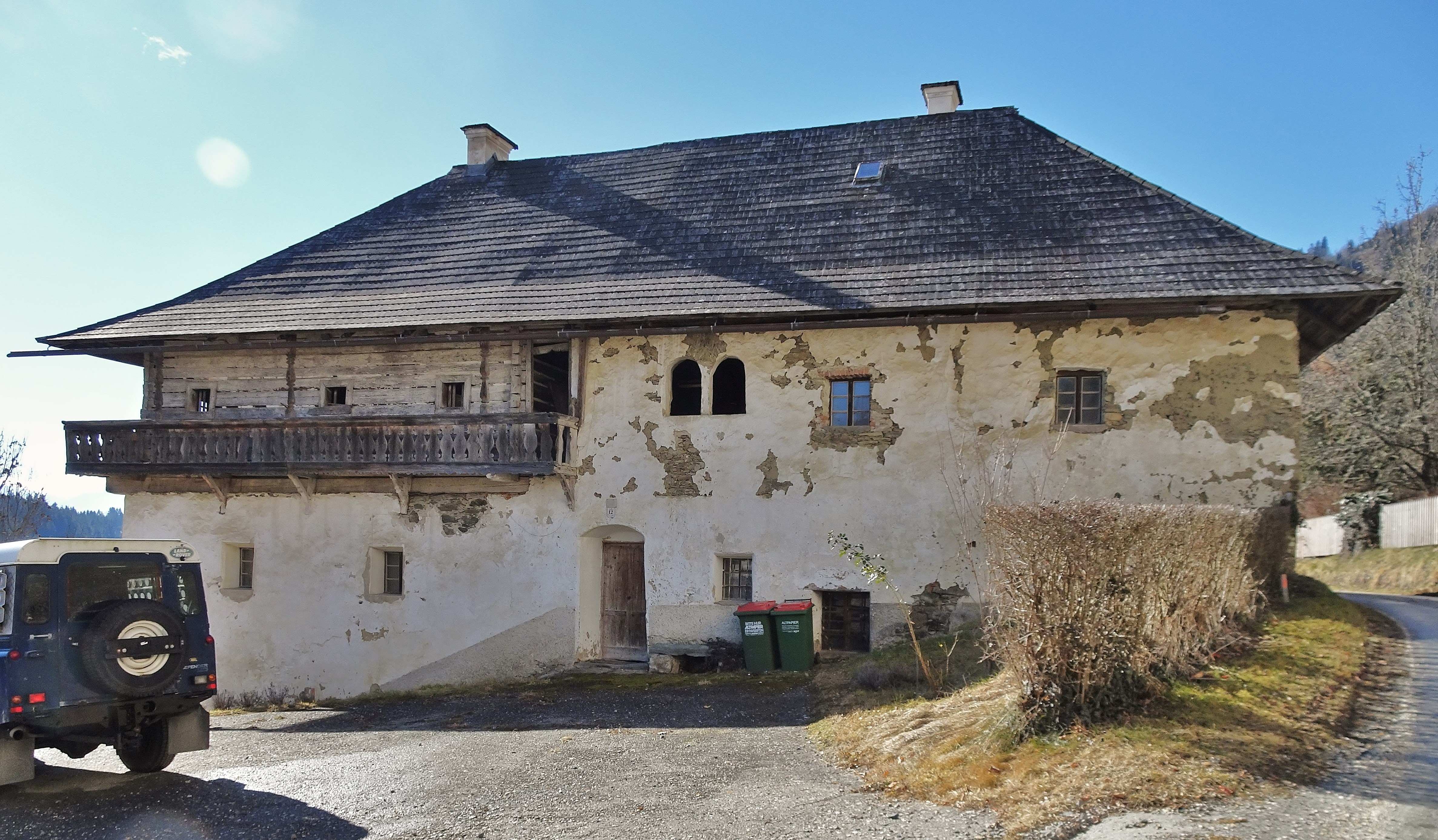
Der ehemalige Meierhof

Unterhalb des Schlosses steht ein Gebäude, das bis ins 20. Jahrhundert als Meierhof bewirtschaftet wurde. Der zwei- bzw. dreigeschoßige Bau mit weit auskragendem Walmdach ist in Mischbauweise errichtet: Das Erdgeschoß und das nördliche Obergeschoß ist mit Bruchsteinen gemauert, das südliche Obergeschoß ist in Holz-Blockbauweise gebaut und hat einen ums Eck geführten Laufgang. An der Ostseite befindet sich ein gekuppeltes Rundbogenfenster aus der 16. oder 17. Jahrhundert. Die Diele des Erdgeschoßes hat ein Tonnengewölbe mit Stichkappen. 